# Brabus
Brabus je jedan najekskluzivnijih proizvođača vrhunskih vozila na svijetu, te svjetski poznat tuner vozila orijentiran na Mercedes-Benz, Maybach i Smart vozila. Osnovan 1977. godine, do danas je narastao u jednu od najvećih tuning kompanija te posluje po cijelom svijetu. Sjedište kompanije Brabus nalazi se u Bottropu u Njemačkoj, gdje se nalazi i sama tvornica s popratnim sadržajem – auto-pistama i poligonima za testiranje vozila. Snaga Brabusovih motora kreće se od 200 pa sve do 800 KS. Glavni suparnici na tržištu su mu Carlsson, Kleemann i Lorinser.

## Rekordi
- 1996. - najbrža limuzina - Brabus E V12 (330 km/h)
- 2003. - najbrža limuzina - Brabus E V12 (350.2 km/h)
- 2006. - najbrža limuzina - Brabus Rocket (365.7 km/h)

## Vanjske poveznice
- Službena stranica
- Brabus Hrvatska  Arhivirana inačica izvorne stranice od 4. prosinca 2008. (Wayback Machine)